# 腾讯体育

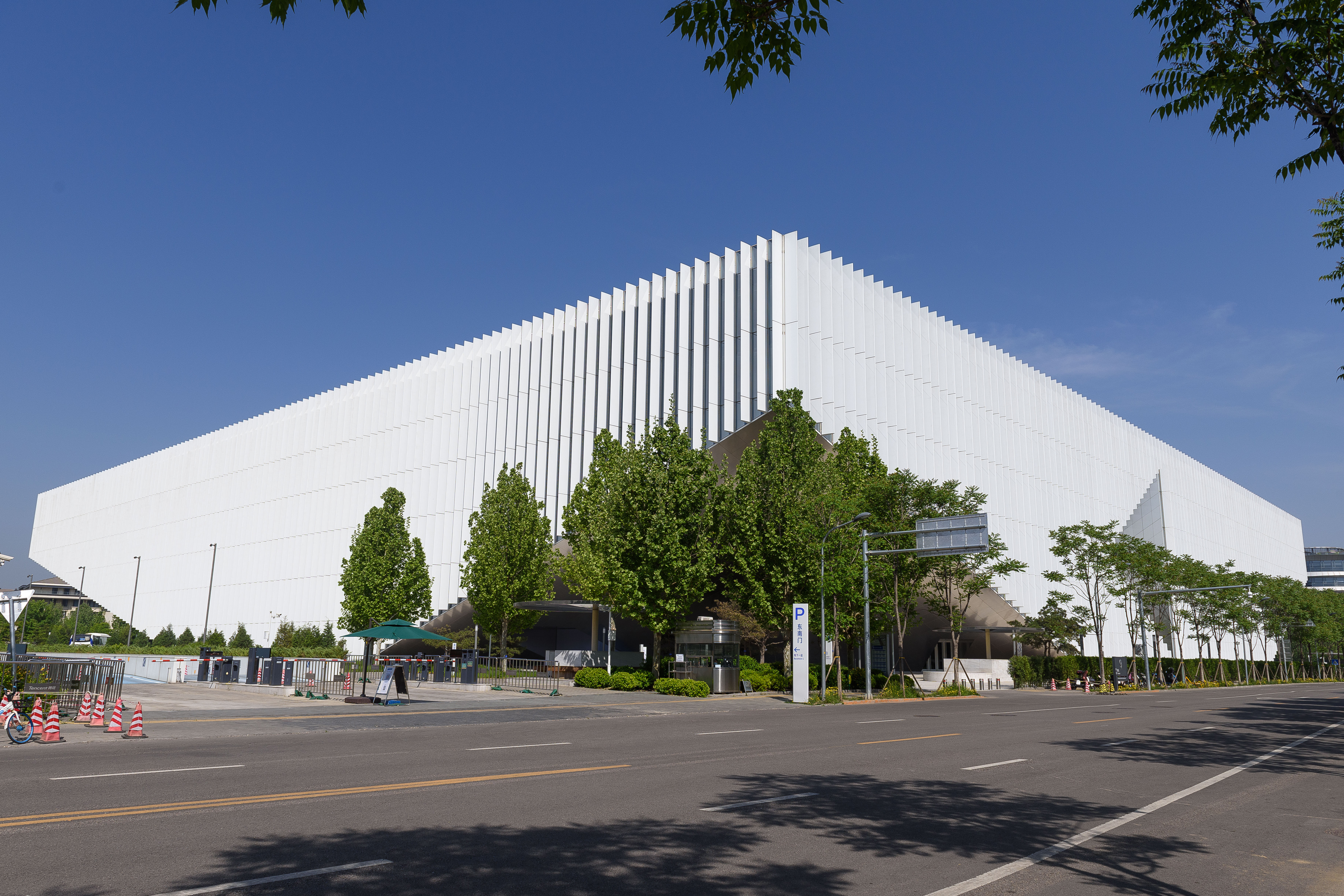
腾讯北京总部大楼，为腾讯体育总部的所在地

腾讯体育，是腾讯公司旗下的一个体育业务部门，由腾讯视频旗下的OVBU体育业务中心负责。
2015年初，NBA和腾讯体育签约五年独家合作，每年的版权费高达1亿美元。2016年，腾讯与国际篮球联合会合作，成为FIBA全球顶级合作伙伴，获得中国大陆FIBA旗下60项赛事、共3000场以上的篮球赛事直播权及分销权。2020年腾讯体育与NBA再次续约，作为NBA中国大陆数字媒体独家官方合作伙伴。。
2022年，腾讯内部已发放《关于OVBU体育业务部组织架构调整的通知》，对腾讯旗下体育业务进行调整。。

## 解说员
- 王兆丰
- 王嘉琦
- 王猛
- 孔祥宇
- 段冉
- 彭磊
- 王子星
- 霍楠
- 柯凡
- 石楷文
- 刘乘源
- 金浩霆
- 沈知谕
- 殳海
- 管维佳
- 李雪儿（李纸岛）
- 丁楠

## 女主播
- 李果果
- 宋美娜（美娜）
- 宋怡辰（辰辰）
- 张婧雯（婧雯）
- 王蕙华（泱泱）
- 武炼治（炼炼）

## 其他
- 腾讯
- 腾讯视频